# Noale
Noale (velenceiül Noae vagy Noal) település Olaszországban, Veneto régióban, Velence megyében. Lakosainak száma 16 131 fő (2023. január 1.). Noale Mirano, Santa Maria di Sala, Trebaseleghe, Massanzago, Salzano és Scorze községekkel határos.

## Népesség
A település népességének változása:
| Lakosok száma | 16 031 | 16 017 | 16 131 |
|               | 2017   | 2018   | 2023   |

## Híres személyek
- Marco Fortin labdarúgó